# Суперкубок Ємену з футболу 2012
Суперкубок Ємену з футболу 2012  — 6-й розіграш турніру. Матч відбувся 24 лютого 2013 року між чемпіоном Ємену клубом Аль-Шааб (Ібб) та Кубка Президента Ємену клубом Аль-Аглі (Таїз).
| Володар Суперкубка Ємену 2012 |
| ----------------------------- |
|                               |
| Аль-Шааб (Ібб) Перший титул   |

## Матч

### Деталі
| 24 лютого 2013 17:45 (EEST) |

| Аль-Аглі (Таїз) | 1:1 пен. 3:4 | Аль-Шааб (Ібб) |
| --------------- | ------------ | -------------- |
| Джамал          |              | Алі Іша        |

| Аль-Тавра Спортс Сіті Стедіум, Сана |